# وسام شهرة (أذربيجان)
وسام «شهرة» - (بالأذرية: Şöhrət" ordeni") هو أحد الأوسمة التي كانت تمنحها حكومة في جمهورية أذربيجان. أنشأته في 6 دسيمبر, عام 1993.

## وضعه
يمنح الوسام الجمهورية الأذربيجانية لمواطني جمهورية أذربيجان، المواطنين الأجانب والأشخاص عديم الجنسية:
- وفقا للخدمات الخاصة في التنمية الاقتصادية والعلمية والتقنية والاجتماعية والثقافية؛
- وفقا للخدمات الخاصة في تعزيز الصداقة والتعاون بين الشعوب ؛
- وفقا لنتائج المتميزة في الصناعة والنقل والاتصالات والبناء وغيرها من قطاعات الاقتصاد الوطني ؛
- وفقا للخدمات الخاصة في حقول العلوم, التعليم, و الصحة

ترتدى وسام «شهرة» على الجانب الأيسر من الثدي وعلى الأوامر والميداليات الأخرى لجمهورية أذربيجان بعد وسام «الشرف».

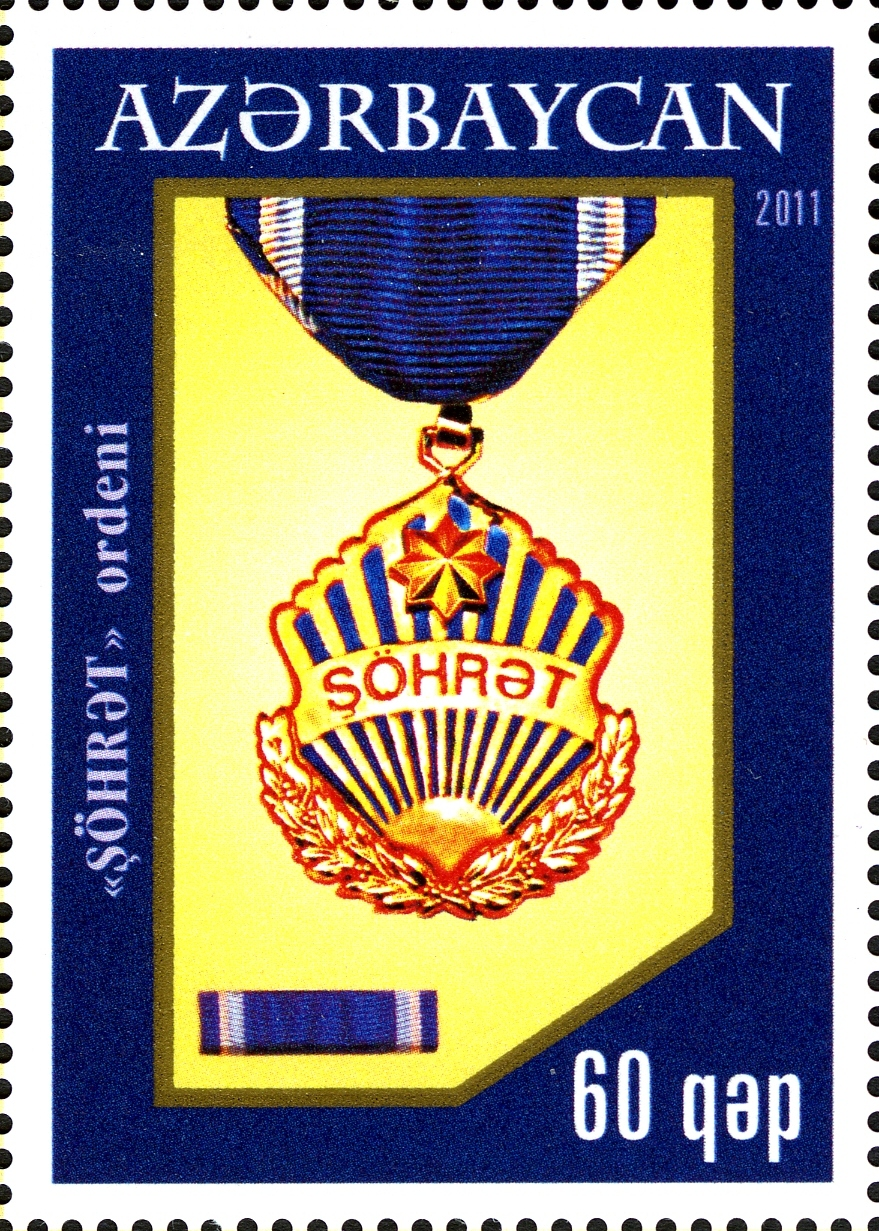
صورة وسام «شهرة» على طوابع أذربيجان